# Ponikło jajowate
Ponikło jajowate (Eleocharis ovata) – gatunek byliny z rodziny ciborowatych (turzycowatych).

## Rozmieszczenie geograficzne
Występuje w strefie umiarkowanej półkuli północnej. W Polsce rośnie głównie w południowej części nizin i w pasie wyżyn.

## Morfologia

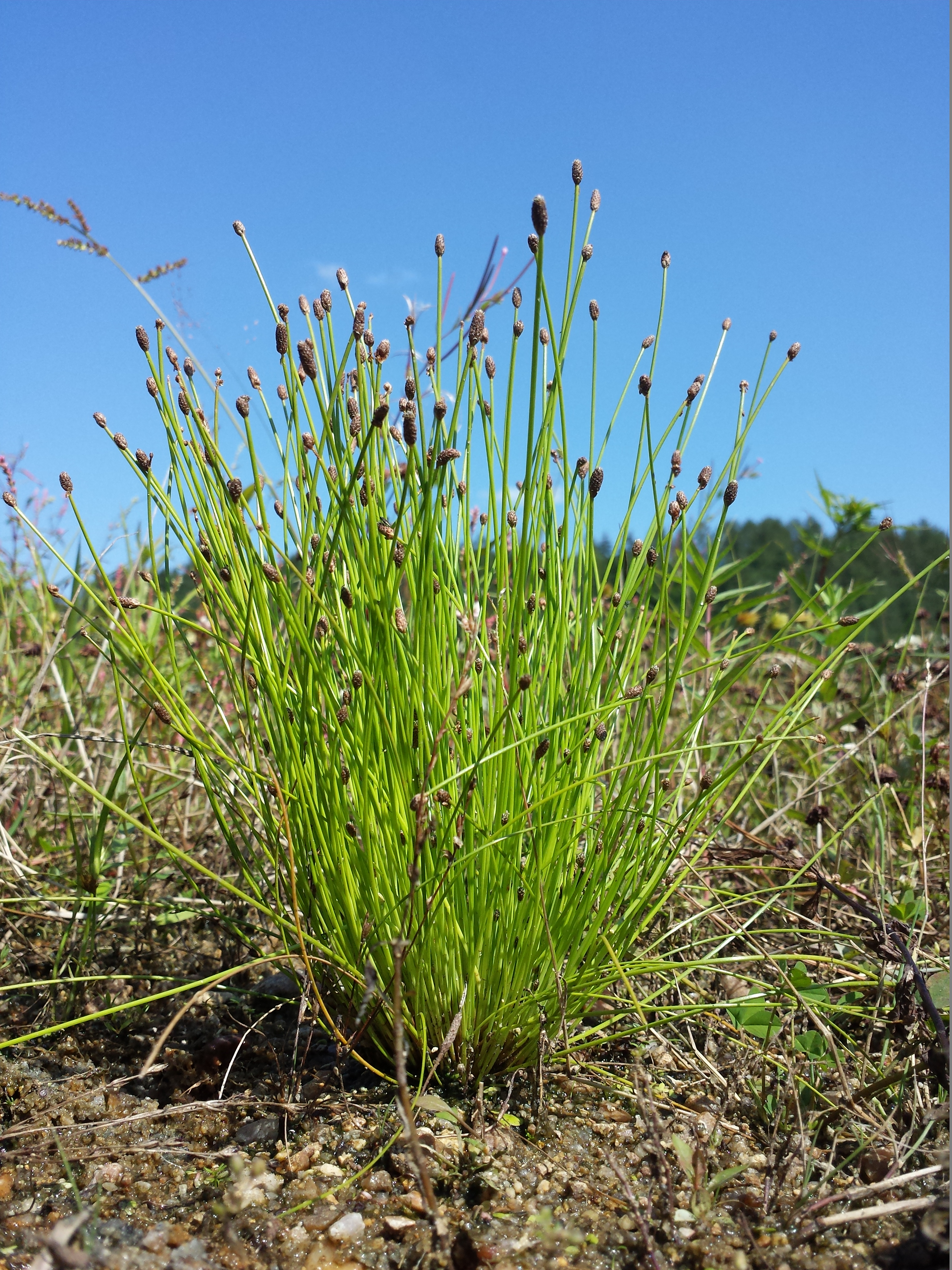
Pokrój

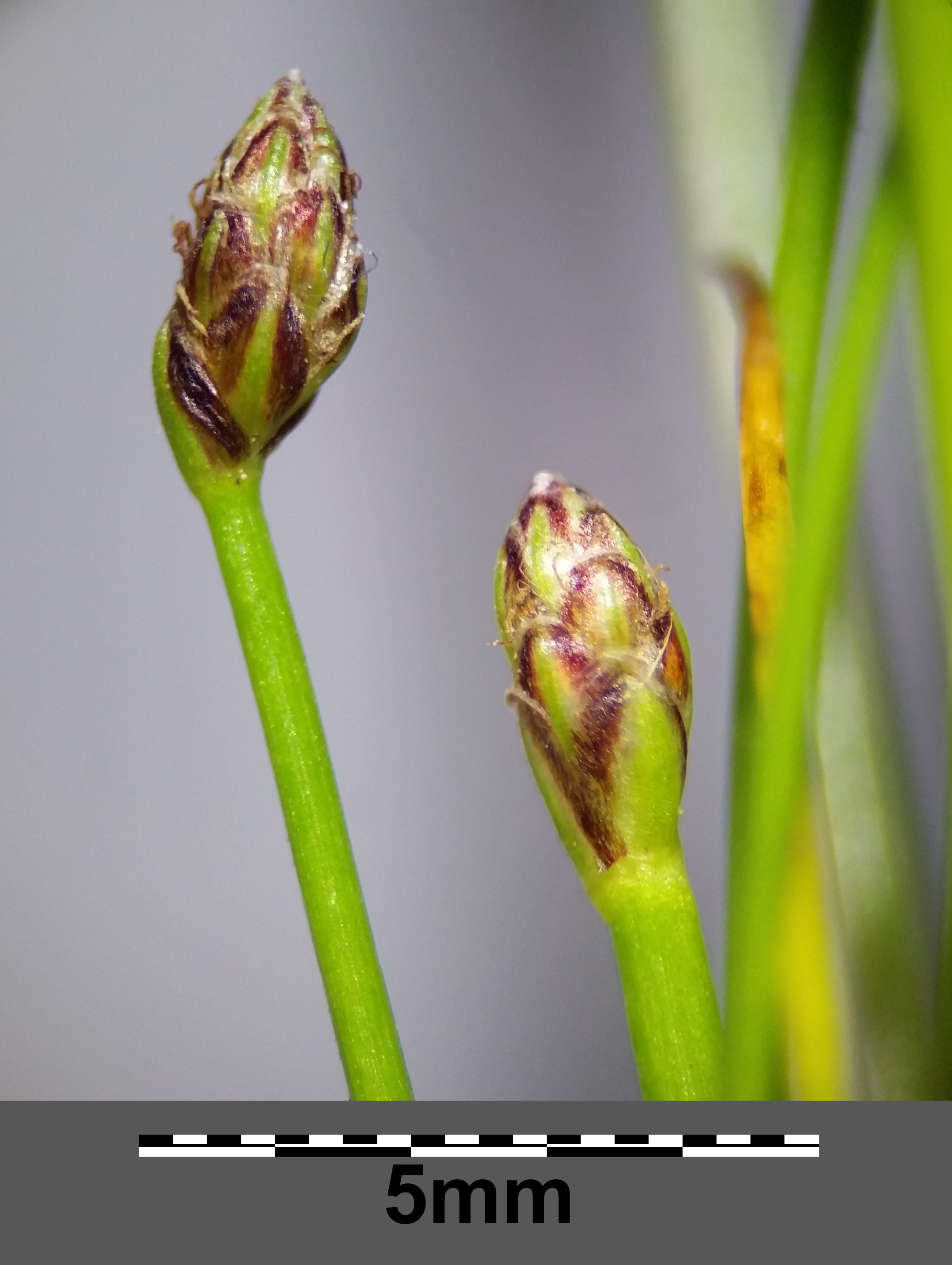
Kłoski

PokrójRoślina gęstokępkowa.
ŁodygaŁodygi obłe, wiotkie, delikatnie żeberkowane, do 30 cm wysokości.
LiścieDolne pochwy liściowe bezblaszkowe, purpurowe.
KwiatyZebrane w jajowaty, wielokwiatowy kłos długości 2-7 mm. Przysadki jajowate, tępe, brunatne z zielonym grzbietem i białym obrzeżeniem. Znamion 2.
OwocSpłaszczony, gładki, o ostrych brzegach.

## Biologia i ekologia
Roślina jednoroczna. Rośnie na brzegach rzek i zbiorników wodnych. Kwitnie w lipcu i sierpniu. Tworzy swój własny zespół Eleocharetum ovatae, dla którego jest gatunkiem charakterystycznym. Liczba chromosomów 2n = 10.

## Zagrożenia
Roślina umieszczona na Czerwonej liście roślin i grzybów Polski (2006, 2016) w grupie gatunków narażonych na wyginięcie (kategoria zagrożenia VU (V)).